# Мајо Даниловић
Мајо Даниловић, рођен 1955. године у Горњој Лупљаници, српски је књижевник, приређивач, уредник и уређивач књига.

## Биографија
По вокацији је дипломирани политиколог. Дугогодишњи је главни и одговорни уредник Књижевног салона „Поезија Стенка”, у чијим програмима је наступило око 5.000 уметника. Један је од установитеља песничког конкурса „Момчилова фрула” за најлепшу песму о фрули. Приређивач бројних алманаха и зборника поезије и прозе. Уредник и дизајнер неколико стотина књижевних публикација.
Члан је Удружења књижевника Србије, Удружења књижевника Црне Горе, Хрватског књижевног друштва из Ријеке. Члан је Светске академије за поезију под патронатом UNESCO у Верони и њен координатор за словенске земље.
Био је члан Управног одбора Удружења књижевника Србије и секретар „Књижевних новина”. Председник је Комисије за пријем нових чланова Удружења књижевника Србије.
Почасни је грађанин Сремске Митровице и Мрчајеваца. Живи и ствара у Београду.

## Објављене књиге
- Док светом газим расуте пољупце, СКОР, Београд, 2010. 978-86-7970-062-9
- Макар то била слутња само, СКОР, Београд, 2010. 978-86-7970-079-7
- Воли ме пјесниче... као у пјесми, као у сну, Ђуро Салај АД- КК Црњански, Београд, 2011. 978-86-83465-55-2
- Од глагола бити... о животу и којечему, Ђуро Салај АД- КК Црњански, Београд, 2011. 978-86-83465-56-9
- Нераспаковане године, Арте, Београд, 2012. 978-86-87133-48-8
- Ако је љубав луда, а јесте: малој чудуши, Арте, Београд, 2012. 978-86-87133-47-1
- Кад одрастем бићу песма, Удружење књижевника Србије, Београд и Књижевни салон „Поезија Стенка”, Београд, 2016. 978-86-81537-68-8
- Трагом душја, књига изабраних пјесама, Књижевни салон „Поезија Стенка”, Београд (ћирилићно издање), 2018. 978-86-6449-012-2
- Трагом душја, књига изабраних пјесама, Књижевни салон „Поезија Стенка”, Београд (латинично издање), 2018.
- Кад одрастем бићу песма, друго издање. Књижевни салон „Поезија Стенка”, Београд, 2018.
- Сањине и будности, Удружење књижевника Србије и Књижевни салон „Поезија Стенка”, Београд, 2019. 978-86-6449-022-1
- Будности и сањине, Удружење књижевника Србије и Књижевни салон „Поезија Стенка”, Београд, 2019. 978-86-6449-023-8
- Три другара, заједничка књига три аутора, Заложба књига ИК „Стехања Вас”, Стехања Вас, 2011.
- О постанку и даровима, збирка пјесама са још четири аутора, Арте, Београд, 2013.
- Љубица и друге каже, књига кратких прича, Удружење књижевника Србије и Књижевни салон „Поезија Стенка”, Београд, 2020. 978-86-81628-17-1
- Трен послије сваког трена, збирка поетизованих мисленица, Удружење књижевника Србије, 2022. 978-86-81628-39-3
- Тетрациклинска љубав, збирка љубавне поезије, Удружење књижевника Србије, 2022.  978-86-81628-40-9
- Бранкови књигослови, заједничка књига песама са још два аутора (Оливера Михајловић и Александар М. Арсенијевић), Удружење књижевника „Бранко Миљковић” Ниш, 2021. 978-86-6479-073-4
- Момачки ноктурно, избор песама о љубави, Удружење књижевника Србије, 2023. 978-86-81628-59-1
- Пјесмин мук, збирка песама, Удружење књижевника Србије, 2023. 978-86-81628-62-1
- У мени бескрај / Infinito in me, збирка песама, двојезично (српски-италијански), Удружење књижевника Србије, 2023.[4]
- Чудесни грашак и друге љубави, књига песама за децу, Институт за дечју књижевност, Београд, 2024. 978-86-82180-48-7
- Скидање црњине, књига песама о животу, Удружење књижевника Србије, 2024. 978-86-82970-09-5
- Дивна оскудице тебе, књига песама о љубави, Културно-просветна заједница Србије, 2024. 978-86-7596-300-4

Поезија и проза су му превођени на македонски, бугарски, словеначки, енглески,  италијански, пољски, руски, румунски језик... Приређивач је пет Алманаха поезије, један од приређивача пет Зборника песама Песничког конкурса „Момчилова фрула”, Сабор фрулаша Србије.

## Самостални књижевни наступи
- Промоције и представљања нових публикованих књига у периоду од 2010. до 2025. у свечаној сали УКС, Француска 7; Кући Ђуре Јакшића, Скадарлија...
- Народни музеј у Смедеревској Паланци, 2013. - Књижевно вече „Хиљаду песама и погдекоја прича”
- Центар за културу Дервента, 2013. - Вече изабране поезије
- Театар Лево, Београд, "У зрну смисла", 2013 - Представљање књиге „Нераспаковане године”
- Културни центар Раковица , Београд, 2014. - Вече изабране поезије
- 29. Сабор фрулаша Прислоница, 2016. - Књижевно поподне и посебан гост завршне вечери[5]
- Народна библиотека „Душан Радић”, Врњачка Бања, Трг библиотеке, 2016. - Вече изабране поезије
- Књижевни клуб „Вуково перо”, Лозница, 2017 - Књижевно вече „Кад одрастем бићу песма”
- Дом културе Чачак, 2017 - Књижевно вече „Кад одрастем бићу песма”
- Дом културе Банатски Карловац - „Петровски дани”, 2017. - Књижевно вече „Кад одрастем бићу песма”
- Центар за културу Дервента, 2017. - Књижевно вече „Кад одрастем бићу песма”
- Дом ученика „Алекса Дејовић”, Београд, 2017. - Књижевно вече „Кад одрастем бићу песма”
- Клуб ПРОЗОР, Београд, 2017. - Књижевно вече „Кад одрастем бићу песма”
- Ритам мисли - Вараждин, Хрватска, 2018. - Књижевно вече са још три аутора
- Ветрињски двор - Марибор, Словенија, 2018. - Књижевно вече са још три аутора
- Култура снова - Загреб, Хрватска, 2018. - Књижевно вече „Кад одрастем бићу песма”
- Центар за културу Дервента, 2018. - Књижевно вече Трагом душја”
- Матица исељеника Србије - 2018. - Представљање књиге „Трагови душја”
- Македонска академија наука и уметности, Охрид, 2019. - КЊИЖЕВНИ ПОРТРЕТ - представљање поезије
- Културни центар „Бански двор”, Бања Лука, 2019. - представљање књиге „Кад одрастем бићу песма”
- „Као некад, као некад” - Кућа Ђуре Јакшића, 2020. организатор и учесник омажа Брани Петровићу
- „Реч у времену” - Галерија 73, Београд - гост-књижевник, 2021.
- Градска књижница Умаг, ауторско вече на српском и италијанском „Кад одрастем бићу песма”, 2023.
- Ауторско вече, Дом културе Старчево, 2023.[6]
- Књижевно вече „Ој, Дервенто...” – 2024. – у оквиру манифестације „Дервентско срце”[7]

Остало
- Међународни пјеснички сусрет, Свјетска академија за поезију, Верона 2018., у поводу 200 година објаве пјесме Ђакома Леопардија „Бесконачност”
- Учесник Струшких вечери поезије, представник Србије, Струга 2020.
- Учесник „Дучићевих дана” – Требиње, 2024.
- „Ријеч у камену” - учесник умјетничке колоније Повљана, Паг, Хрватска, 2018.
- Учешће на манифестацији Струшки книжевни средби, Струга, Охрид, Вевчани, Добрца, Црвена вода, 2018.
- Учесник и представник Свјетске академије за поезију на 2. дечјем омладинском кампу „Ванчо Николески”, Охрид, Вевчани, Добрца, Црвена Вода, 2020. (свечано отворио спомен родну кућу Ванчета Николеског)
- Члан жирија на Конкурсу „Живот у доба короне; како сте проводили време у изолацији” у организацији Црвеног крста Србије, Популационог фонда Уједињених нација и Повереника за заштиту равноправности, 2020.
- Учешће на Поетском фестивалу „Петровдански пјеснички вијенац”, Центар за културу Жабљак, Црна Гора, 2021, 2023, 2024, 2025.
- Учешће на на Међународним песничким ђурђевданским сусретима, Крагујевац, 2021, 2022, 2023.
- Учесник Митровачких дана културе – Косовска Митровица, 2021, 2022, 2024.
- Учешће на 58. Београдским међународним сусретима писаца (Београд, Мрчајевци, Сремска Митровица), 2021.
- Учешће у Каравану „Коренима у походе“ Удружења писаца „Седмица” из Франкфурта (Краљево, Трстеник, Крушевац, Ниш), 2021.
- Учесник Мајских сусрета дијаспоре у Франкфурту – УП „Седмица”, 2022.
- Учесник манифестације „Кочићев збор”, Београд, Бања Лука, Мањача, 2022.
- Представник Србије и Источне Европе на Скупу о поезији и екологији – Свјетска академија за поезију, Верона, 2022.
- Учесник манифестације „Кочићев дан у Београду”, 2022, 2023, 2024.
- Вече пјесника Србије и Црне Горе, Српска кућа, Подгорица, 2023.[8]
- Учесник „Међународних Преображењских песничких сусрета” Савеза Срба у Румунији (Темишвар, Базјаш и Бјелобрешка), 2023.
- Учесник Песничких сусрета „Соколица” – Рајска бања, Бањска, Звечан, 2022, 2023, 2024.
- Учесник „Драинчевих дана” – Прокупље, Куршумлија, Трбуње, Блаце, 2023, 2024.
- Учешће на „Видовданским пјесничким сусретима”, Требиње, 2023.
- Учесник „56. песничких сусрета Лазар Вучковић” – Пећка патријаршија, Гораждевац, Звечан, Косовска Митровица, Лепосавић, 2024.[9]
- Учесник Песничких сусрета Савеза Срба у Румунији, Темишвар, 2025.

## Награде и признања
- ПОЧАСНИ ЧЛАН СВЕТСКЕ АКАДЕМИЈЕ ЗА ПОЕЗИЈУ (под покровитељством UNESCO), Верона, 2016.
- ЗЛАТНИ БЕОЧУГ, за трајан допринос култури Београда, Културно-просветна заједница Београд, 2024.
- ЗЛАТНА ЗНАЧКА, Културно-просветне заједнице Србије, Министарства спољних послова и Министарства културе и информисања, Београд, 2021.
- ПОВЕЉА МОРАВЕ, за укупно животно дело, Удружење књижевника Србије и КД „Мрчајевци”, 2024.[10][11]
- ЂУРИН ШЕШИР, Фондација Споменица солидарности и Удружење књижевника Србије, 2025.[12]
- НАГРАДА ПЛАКЕТА СА ЛИКОМ СИМЕ МАТАВУЉА – за целокупан књижевни опус и однос према књижевности, Удружење књижевника Србије, 2022.
- ПРИЗНАЊЕ „ЗЛАТНА ПЛАКЕТА УКС” – за допринос унапређењу рада и угледа Удружења књижевника Србије, 2024.
- СВЕТОСАВСКО БЛАГОДАРЈЕ - за трајни допринос угледу и развоју Удружења Удружење књижевника Србије, 2020.
- ПОВЕЉА – РЕДОВНИ ЧЛАН Православне академије наука, уметности, вештина и иновација, Београд, 2025.
- ЧЛАН СРПСКЕ ДУХОВНЕ АКАДЕМИЈЕ, Параћин, 2020.
- ПОЧАСНИ ГРАЂАНИН ЦАРСКОГ ГРАДА СИРМИЈУМА (Сремска Митровица), ТО града Сремска Митровица, 2021.
- ПОЧАСНИ ГРАЂАНИН МРЧАЈЕВАЦА, МЗ Мрчајевци и КД „Мрчајевци”, 2024.
- ПРИЗНАЊЕ ДЕРВЕНТСКО СРЦЕ 2019, амбасадор завичајне културе, IMIC, Дервента, 2019.[13]
- НАГРАДА ВОЈИСЛАВ БРКОВИЋ, за најбољу књигу, Удружење књижевника Србије и „Брковић Co.”, 2023.
- НАГРАДА ТРАГОМ НАСТАСИЈЕВИЋА, Библиотека „Браћа Настасијевић”, Горњи Милановац, 2017.
- НАГРАДА РАВАНИЧАНИН - Награда за животно дело, Српска духовна академија, 2020.
- ПЕЧАТ КНЕЗА ЛАЗАРА, награда за духовност у поезији, Удружење књижевника Србије, Црквена општина Прилипац, Књижевна заједница за Златиборски округ, Манастир Прилипац, 2021.
- НАГРАДА МОМА ДИМИЋ, Књижевни клуб „Мала Птица” и Удружење  књижевника Србије, Београд, 2016.
- НАГРАДА „ДУШАН МАТИЋ”, „Моравске тајне”, КК „Душан Матић”, Ћуприја, 2012.
- ПРВА НАГРАДА (уз још два песника), Удружење књижевника „Бранко Миљковић”, Ниш и Омладински савет Ниша, Међународни сусрет песника „Између два света”, 2020.
- ПРВА НАГРАДА ЖИРИЈА, Међународни конкурс „О љепотама вода”, Дервента, Република Српска, БиХ, 2011.
- ПЕСНИК ГОДИНЕ 2017, Агенција за уметничко стваралаштво „Арте”, Београд, 2018.
- ПРВА НАГРАДА, XX Међународни фестивал поезије „Златни песнички прстен”, Палић, Суботица, 2009.
- ПРВА НАГРАДА на конкурсу „Песмом против бомби”, Удружење писаца Крагујевца, 2024.
- ПРВА НАГРАДА за најлепшу песму о Гвозденом пуку, УКС, Град Прокупље, Библиотека „Раде Драинац”, Прокупље
- ПРВА НАГРАДА, „Видовдански песнички сусрети Овча 2017”, Удружење писаца „Поета Дунавски венац” и Српска православна парохија овчанска.
- ПРВА НАГРАДА, Конкурс „Слапови Вучјанке”, Вучје, 2011.[14]
- ПРВА НАГРАДА, Конкурс „Слапови Вучјанке”, Културни центар Вучје, 2016.
- ПОВЕЉА за изузетан допринос књижевном стваралаштву, КК „Жабљак”, 2025.

Поред наведених, књижевно стваралаштво и прегалаштво у култури завредило је још бројне награде, признања и похвале.